# Aeroporto internazionale di Dnipro
L'Aeroporto internazionale di Dnipro  (IATA: DNK, ICAO: UKDD) (in ucraino Міжнародний аеропорт «Дніпро»?), è un aeroporto situato a Dnipro, in Ucraina. È il principale aeroporto che serve la città di Dnipro, la terza città più grande dell'Ucraina ed è situato 15 km a sud-est del centro città.

## Caratteristiche
L'aeroporto si trova ad un'altitudine di 147 m s.l.m. ed è dotato di una pista in calcestruzzo con orientamento 08/26 lunga 2 841 m e larga 44 metri. L'aeroporto è attualmente di proprietà del suo principale partner aereo Dniproavia. Ciò ha comportato una serie di problemi di gestione e ha rallentato lo sviluppo dell'aeroporto in quanto Dniproavia ha, in diverse occasioni, rifiutato di fornire i fondi necessari per intraprendere un programma di modernizzazione globale. Inoltre, le compagnie aeree straniere hanno avuto difficoltà ad accedere a Dnipro a causa delle politiche protezionistiche di Dniproavia lungo le rotte da e per l'aeroporto.
Nel 2011 la proprietà dell'aeroporto hanno avviato un programma per lo sviluppo di un nuovo terminal presso Dnipro International. Questo progetto prevedeva la costruzione di un nuovo grande terminal internazionale con specifiche simili al terminal dell'aeroporto di Charkiv. Tuttavia, la costruzione è stata presto congelata e, a partire dal 2017, i lavori di costruzione non sono andati oltre la posa delle fondamenta.

## Statistiche
Questo grafico non è disponibile a causa di un problema tecnico.
Si prega di non rimuoverlo.
Vedi la query Wikidata di origine.
| Anno | Passeggeri | Variazione rispetto all'anno precedente |
| ---- | ---------- | --------------------------------------- |
| 1960 | 106 000    |                                         |
| 1970 | 475 000    | 348.1%                                  |
| 1980 | 530 000    | 11.6%                                   |
| 1990 | 660 000    | 24.5%                                   |
| 1991 | 474 000    | 28.2%                                   |
| 1993 | 258 400    | 88.1%                                   |
| 2009 | 444 150    | 4.1%                                    |
| 2010 | 341 430    | 2.5%                                    |
| 2011 | 426 532    | 5.8%                                    |
| 2012 | 444 150    | 4.2%                                    |
| 2013 | 454 981    | 2.4%                                    |
| 2014 | 446 798    | 1.8%                                    |
| 2015 | 346 014    | 22.5%                                   |
| 2016 | 284 914    | 18.0%                                   |
| 2017 | 276 954    | 2.8%                                    |